# Ki-tô

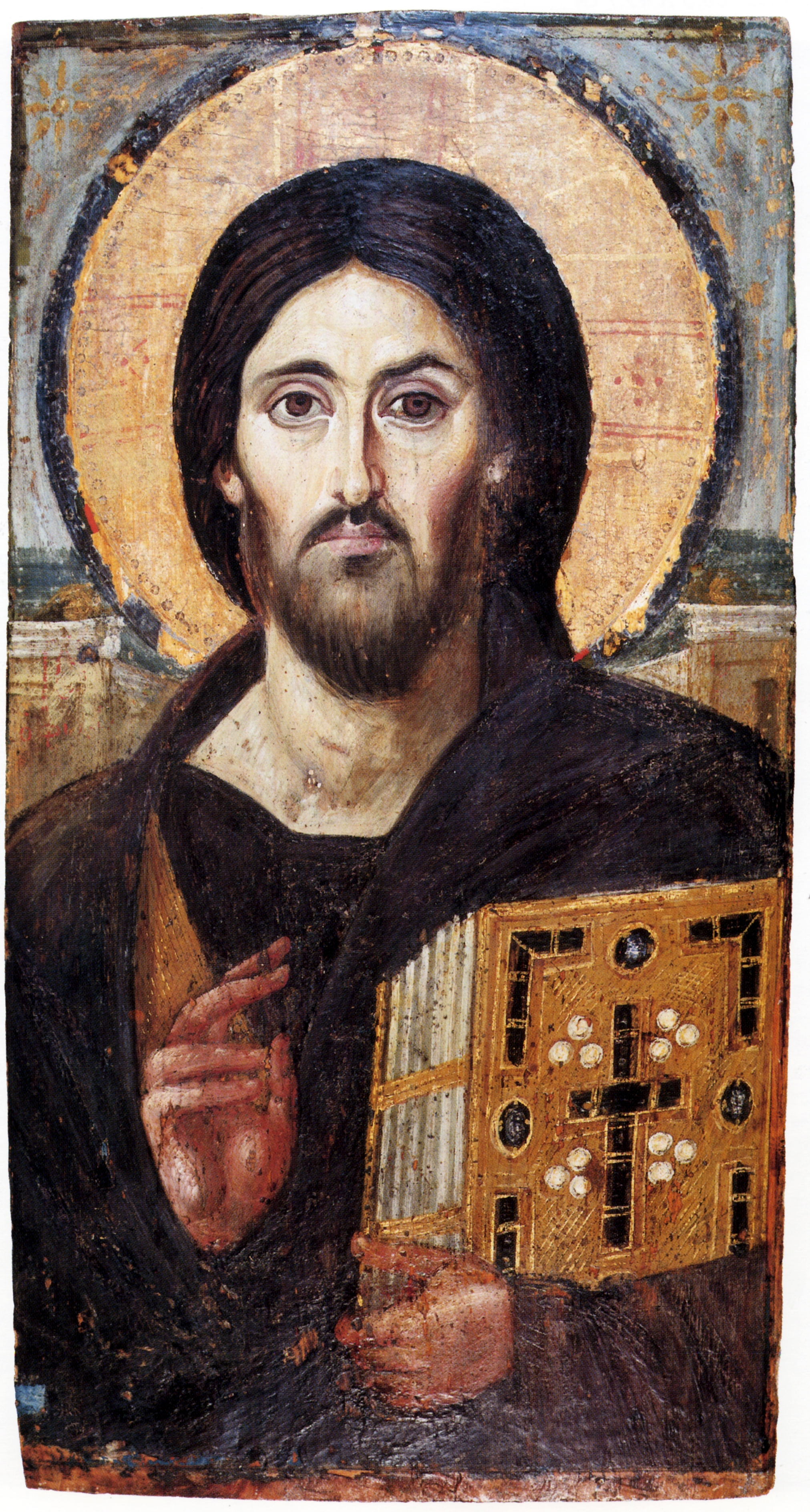
Linh ảnh Đức Christus Đấng toàn năng, được vẽ vào thế kỉ 6 tại Tu viện Thánh Catharina, Sinai. Hai biểu hiện khác nhau trên mỗi nửa khuôn mặt thể hiện thần tính và nhân tính của Đức Christus được hợp nhất trong một ngôi vị.

Ki-tô, hay Cơ-đốc, là danh xưng cũng như danh hiệu mà tất cả các Kitô hữu dùng để đề cập tới Giê-su. Theo đó danh hiệu này được gọi trong cách kết hợp là 'Đức Ki-tô Giê-su', nghĩa là 'Đấng Messiah Giê-su', hoặc gọi độc lập là 'Đấng Ki-tô', 'Đấng Christ'. Các thư tín của sứ đồ Phao-lô trong Tân Ước thường dùng cách gọi 'Đức Ki-tô Giê-su', hoặc 'Đức Ki-tô'.
Trong Kitô giáo, khái niệm về Đấng Kitô xuất phát từ khái niệm về đấng messiah trong Do Thái giáo. Các Ki-tô hữu tin rằng Giê-su là đấng mê-si-a đã được tiên báo trong Kinh Thánh Hebrew, tức Cựu Ước theo Kitô giáo. Ý niệm về đấng messiah trong hai tôn giáo tương tự nhau nhưng phần lớn trở nên khác biệt theo sau sự chia tách giữa Ki-tô giáo sơ khởi và Do Thái giáo trong thế kỷ thứ nhất.
Mặc dù các môn đệ đầu tiên tin rằng Giê-su là đấng Messiah của người Do Thái, chẳng hạn như trong lời tuyên xưng của sứ đồ Phê-rô, nhưng Giê-su thường được gọi là 'Giê-su thành Nazareth', hoặc 'Giê-su, con ông Giu-se'. Sau đó, cách gọi 'Đức Giê-su Ki-tô' (nghĩa là 'Giê-su Đấng Ki-tô') được dùng bởi các Ki-tô hữu vì họ tin rằng cuộc khổ hình và sự phục sinh của Giê-su ứng nghiệm những lời tiên tri trong Cựu Ước, đặc biệt là Isaiah 53 và Thánh vịnh 22.

## Từ nguyên
Từ Kitô bắt nguồn từ tiếng Hy Lạp Χριστός Khristós, nghĩa là "đấng chịu xức dầu", chuyển sang tiếng Latinh là Christus, tự dạng tiếng Pháp và tiếng Anh là Christ. Trong Kinh Thánh Septuaginta, χριστός là từ mượn dịch nghĩa của từ מָשִׁיחַ māšîaḥ trong tiếng Hebrew, nghĩa là '(đấng) được xức dầu'.
Cristo là cách gọi trong tiếng Bồ Đào Nha, dẫn đến phiên âm tiếng Trung là 基利斯督 Jīlìsīdū (âm Hán Việt: Cơ-lợi-tư-đốc), tiếng Nhật là キリスト Kirisuto. Sau đó tiếng Trung rút ngắn thành 基督 Cơ-đốc. Trong tiếng Việt, từ đầu thế kỷ 17 tới đầu thế kỷ 20 các văn bản chữ Nôm dùng phổ biến tự dạng 基移吹蘇, phiên sang chữ Quốc ngữ là Ki-ri-xi-tô. Từ năm 1950, Công giáo Việt Nam thống nhất dùng từ Ki-tô. Tin Lành tại Việt Nam hiện nay thường dùng từ Christ cho danh hiệu của Chúa Giê-xu, còn từ Cơ Đốc thường được dùng như tính từ để chỉ những điều liên quan tới Cơ Đốc giáo.

## Quá trình hình thành khái niệm
Danh xưng Christ bắt nguồn từ chữ Hi Lạp Χριστός, từ vựng chữ Hebrew tương ứng với nó là מָשִׁיחַ (māšīaḥ), nghĩa là "Đấng chịu xức dầu", "Chúa cứu thế". Người Do Thái cổ khi phong lập quân vương hoặc tư tế, cần cử hành nghi thức, là người thụ phong bôi xoa dầu Thánh ở trên đầu, nhằm biểu thị rằng quyền bính của người đó đúng là từ Thượng đế mà đến, được Thượng đế chúc phúc. Do đó, kí hiệu "chịu xức dầu" ám thị bản tính thần thánh. Trong sách Tiên tri (en) của Thánh kinh Cựu ước, "Messiah" chỉ người được Thượng đế chọn đúng, có sẵn quyền bính và vai trò đặc thù, trong "I Sa-mu-ên" 24:7 gọi quốc vương là "kẻ chịu xức dầu của Đức Giê-hô-va", "kẻ chịu xức dầu" ở đây chủ yếu chỉ vua Israel do Thượng đế chỉ định. Sau này, cụm từ "đấng chịu xức dầu" dần dần dùng để chỉ tiên tri dự ngôn hoặc Cứu Chúa được nhân dân kì vọng. Ông là hậu duệ của David, có khả năng mang đến kì vọng giải cứu cho người Do Thái, đồng thời khôi phục sư huy hoàng của Israel khi vua David thống trị. Trong Thánh kinh Tân ước, Jesus người Nazareth được môn đồ của ông gọi là "Messiah", ông là Cứu Chúa mang đến sự giải cứu cho những người rơi vào tội lỗi và trong lúc chết. Chúa Jesus hoàn toàn không tuyên bố công khai bản thân mình là Messiah trong quá trình truyền giáo. Căn cứ "Tin lành Mác" 8:29-30 ghi chép, khi Phi-e-rơ tuyên bố Jesus là Đấng Christ, Chúa Jesus lập tức báo cho biết rằng ông chớ đem chuyện này nói cho người khác biết. Nhưng Ngài lại không phủ nhận bản tính Messiah của mình. Theo "Tin lành Ma-thi-ơ" 16:15-17 ghi chép, Chúa Jesus hỏi môn đồ của mình rằng: "Các ngươi thì xưng ta là ai?", Phi-e-rơ hồi đáp: "Chúa là Đấng Christ, Con Đức Chúa Trời hằng sống". Chúa Jesus tuy không trực tiếp đưa ra đáp án nhưng từ lời Ngài nói với Phi-e-rơ rằng: "Ngươi có phúc đó", cho thấy Ngài biết rõ bản tính này của mình. Trong sách Tin lành ghi chép, Đức Chúa Jesus duy nhất một lần thừa nhận bản thân là Đấng Christ, tình hình phát sinh sau khi Ngài bị bắt. Theo "Tin lành Mác" 14:61-62, khi Chúa Jesus bằng tư cách tù phạm, bị mang đến trước mặt thầy tế lễ thượng phẩm, Chúa Jesus đã thừa nhận bản tính Messiah của mình —— "Thầy cả thượng phẩm lại hỏi: Ấy chính ngươi là Đấng Christ, Con Đức Chúa Trời đáng ngợi khen phải không?", Đức Chúa Jesus phán rằng: "Ta chính phải đó; các ngươi sẽ thấy Con người ngồi bên hữu quyền phép Đức Chúa Trời, và ngự giữa đám mây trên trời mà đến".

## Giới thiệu bối cảnh

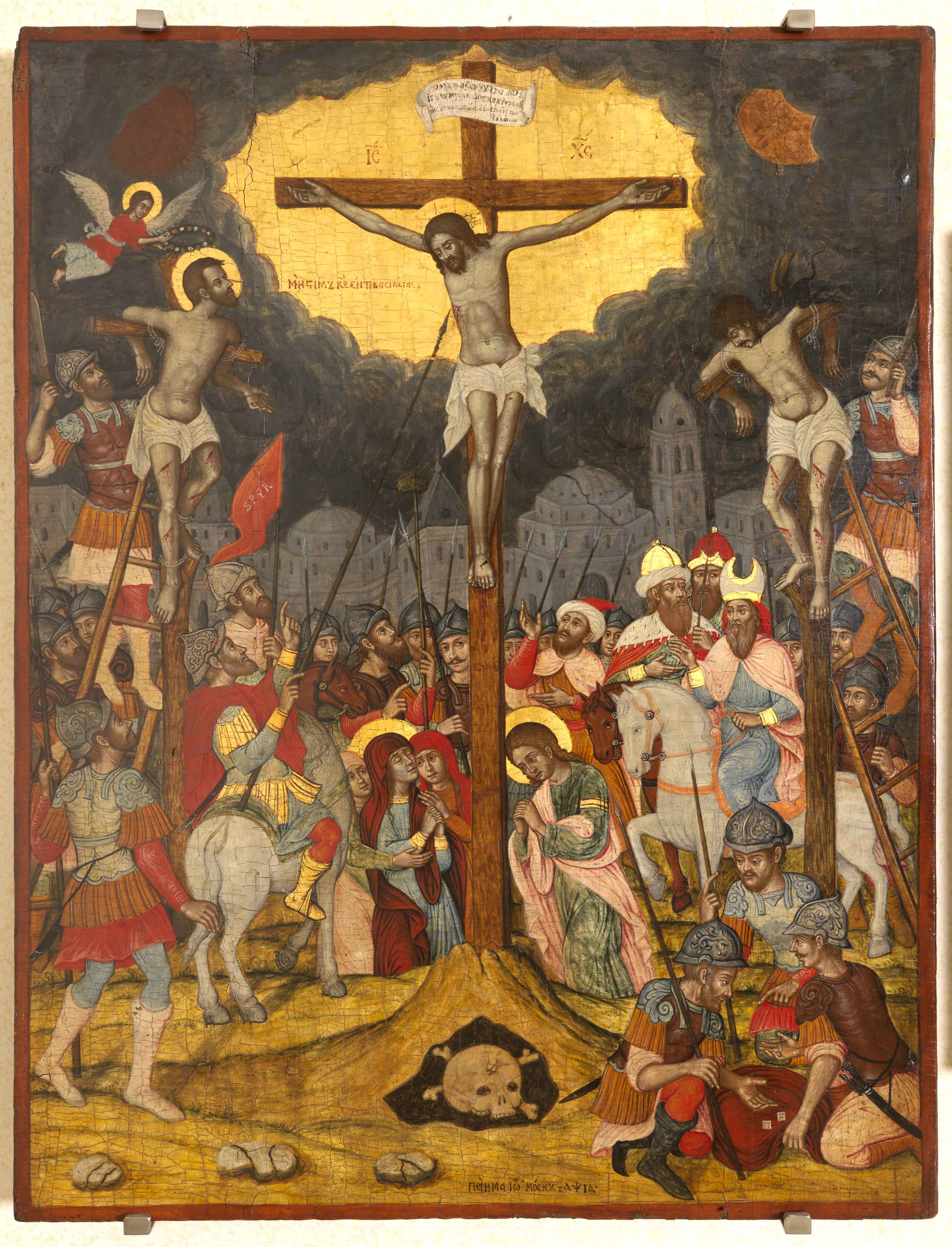
Bức tranh Thập tự giá do hoạ sĩ người Hi Lạp Ioannis Moskos vẽ vào năm 1711.

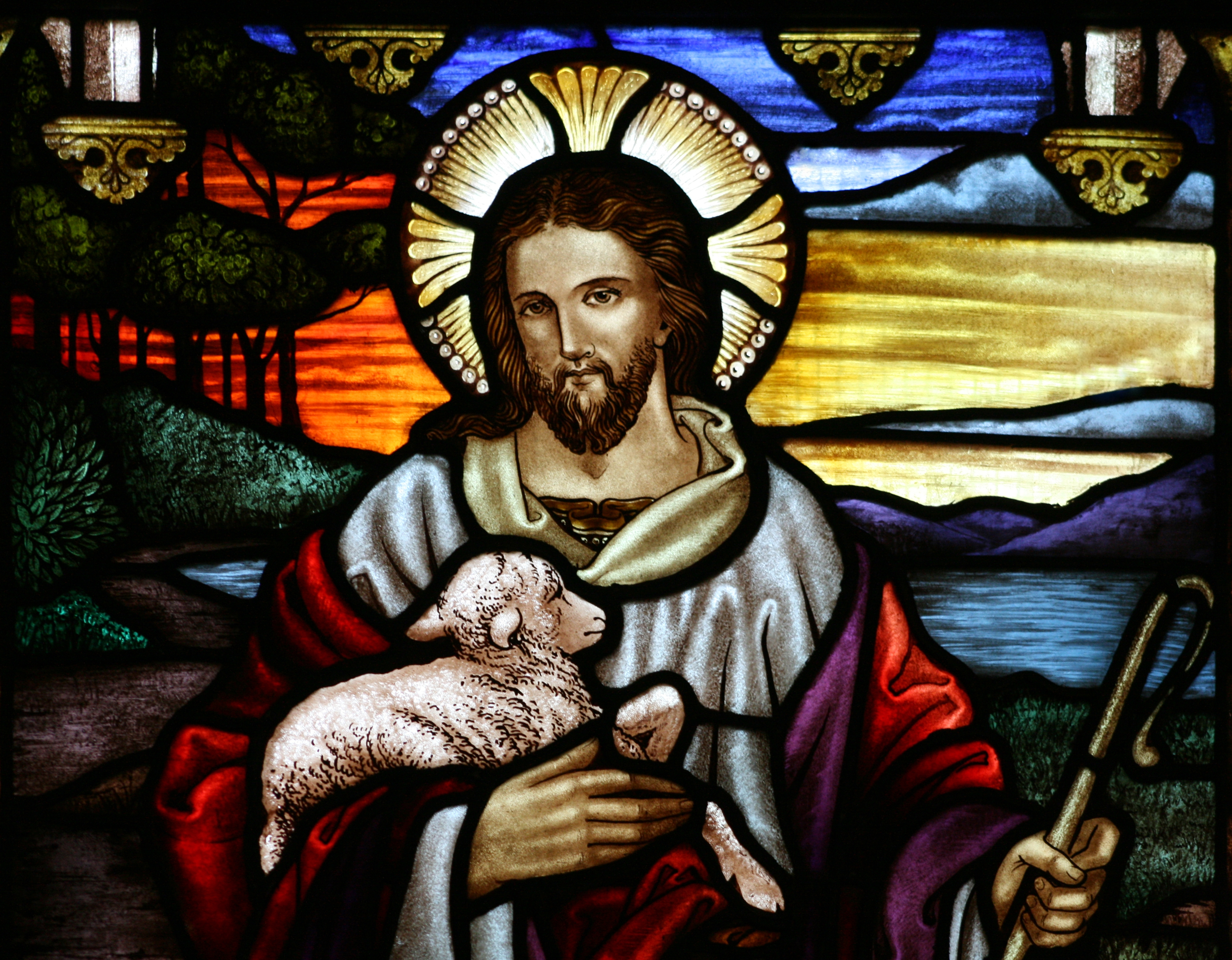
"Ta là người chăn hiền lành; người chăn hiền lành vì chiên mình phó sự sống mình." (Giăng 10:11)

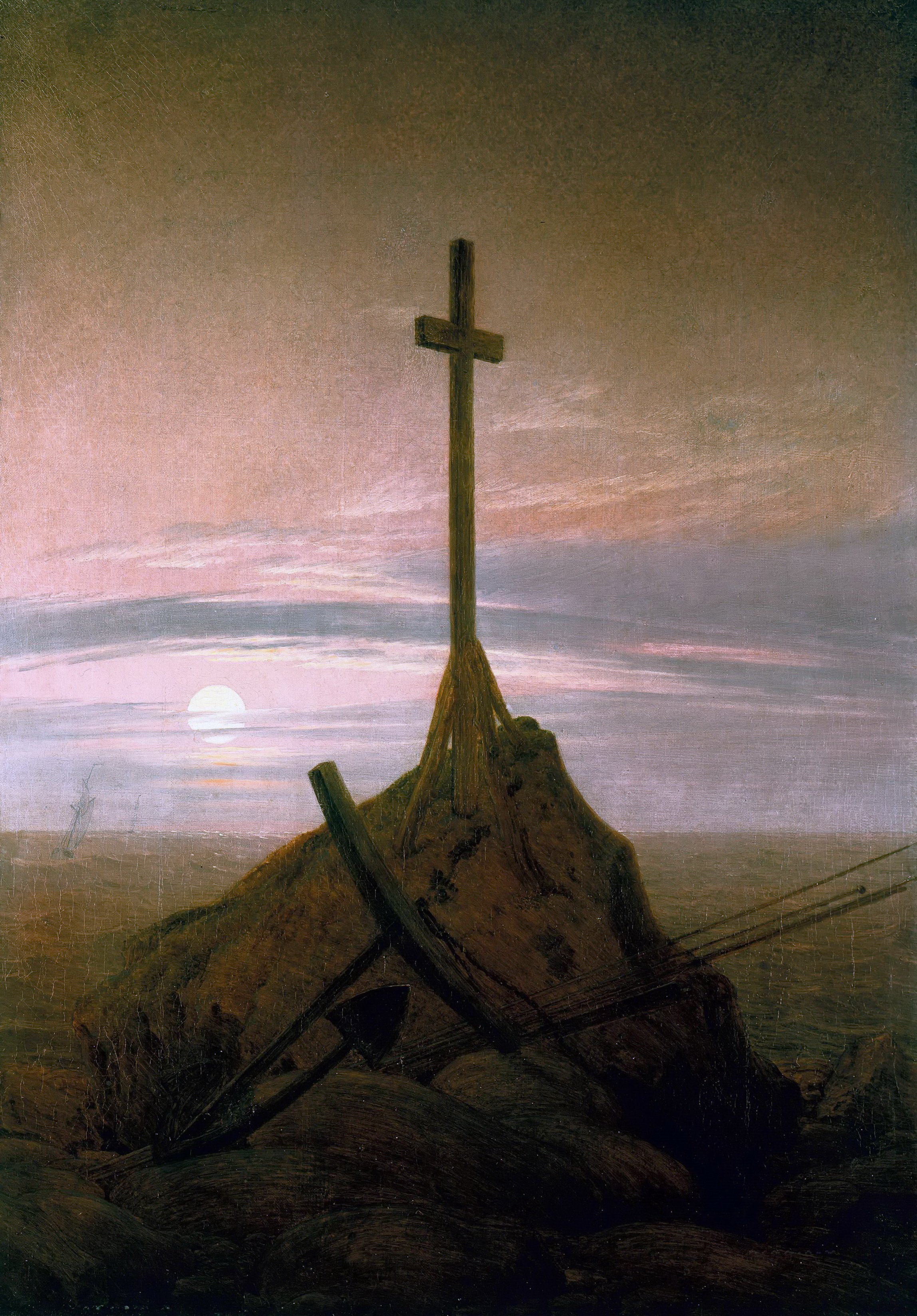
Tranh Thập tự giá bên Biển Baltic do hoạ sĩ Caspar David Friedrich vẽ vào năm 1815.

"1 Ban đầu có Đạo, Đạo ở cùng Đức Chúa Trời, và Đạo là Đức Chúa Trời. 2 Ban đầu Ngài ở cùng Đức Chúa Trời. 3 Muôn vật bởi Ngài làm nên, chẳng vật chi đã làm nên mà không bởi Ngài. 4 Trong Ngài có sự sống, sự sống là sự sáng của loài người. 5 Sự sáng soi trong tối tăm, tối tăm chẳng hề nhận lấy sự sáng. 6 Có một người Đức Chúa Trời sai đến, tên là Giăng. 7 Người đến để làm chứng, là làm chứng về sự sáng, hầu cho bởi người ai nấy đều tin. 8 Chính người chẳng phải là sự sáng, song người phải làm chứng về sự sáng. 9 Sự sáng nầy là sự sáng thật, khi đến thế gian soi sáng mọi người. 10 Đạo ở thế gian, và thế gian đã làm nên bởi Ngài; nhưng thế gian chẳng từng nhìn biết Ngài. 11 Ngài đã đến trong xứ mình, song dân mình chẳng hề nhận lấy. 12 Nhưng hễ ai đã nhận Ngài, thì Ngài ban cho quyền phép trở nên con cái Đức Chúa Trời, là ban cho những kẻ tin danh Ngài, 13 là kẻ chẳng phải sanh bởi khí huyết, hoặc bởi tình dục, hoặc bởi ý người, nhưng sanh bởi Đức Chúa Trời vậy. 14 Đạo đã trở nên xác thịt, ở giữa chúng ta, đầy ơn và lẽ thật; chúng ta đã ngắm xem sự vinh hiển của Ngài, thật như vinh hiển của Con một đến từ nơi Cha. 15 Giăng làm chứng về Ngài khi kêu lên rằng: Ấy là về Ngài mà ta đã nói: Đấng đến sau ta trổi hơn ta, vì Ngài vốn trước ta. 16 Vả, bởi sự đầy dẫy của Ngài mà chúng ta đều có nhận được, và ơn càng thêm ơn. 17 Vì luật pháp đã ban cho bởi Môi-se, còn ơn và lẽ thật bởi Đức Chúa Jesus Christ mà đến. 18 Chẳng hề ai thấy Đức Chúa Trời; chỉ Con một ở trong lòng Cha, là Đấng đã giãi bày Cha cho chúng ta biết." (Giăng 1:1-18)
"16 Vì Đức Chúa Trời yêu thương thế gian, đến nỗi đã ban Con một của Ngài, hầu cho hễ ai tin Con ấy không bị hư mất mà được sự sống đời đời. 17 Vả, Đức Chúa Trời đã sai Con Ngài xuống thế gian, chẳng phải để đoán xét thế gian đâu, nhưng hầu cho thế gian nhờ Con ấy mà được cứu. 18 Ai tin Ngài thì chẳng bị đoán xét đâu; ai không tin thì đã bị đoán xét rồi, vì không tin đến danh Con một Đức Chúa Trời. 19 Vả, sự đoán xét đó là như vầy: Sự sáng đã đến thế gian, mà người ta ưa sự tối tăm hơn sự sáng, vì việc làm của họ là xấu xa. 20 Bởi vì phàm ai làm ác thì ghét sự sáng và không đến cùng sự sáng, e rằng công việc của mình phải trách móc chăng. 21 Nhưng kẻ nào làm theo lẽ thật thì đến cùng sự sáng, hầu cho các việc của mình được bày tỏ ra, vì đã làm trong Đức Chúa Trời." (Giăng 3:16-21)
"6 Ngài vốn có hình Đức Chúa Trời, song chẳng coi sự bình đẳng mình với Đức Chúa Trời là sự nên nắm giữ; 7 chính Ngài đã tự bỏ mình đi, lấy hình tôi tớ và trở nên giống như loài người; 8 Ngài đã hiện ra như một người, tự hạ mình xuống, vâng phục cho đến chết, thậm chí chết trên cây thập tự. 9 Cũng vì đó nên Đức Chúa Trời đã đem Ngài lên rất cao, và ban cho Ngài danh trên hết mọi danh, 10 hầu cho nghe đến danh Đức Chúa Jesus, mọi đầu gối trên trời, dưới đất, bên dưới đất, thảy đều quì xuống, 11 và mọi lưỡi thảy đều xưng Jesus Christ là Chúa, mà tôn vinh Đức Chúa Trời, là Đức Chúa Cha." (Phi-líp 2:6-11)
"23 Vì mọi người đều đã phạm tội, thiếu mất sự vinh hiển của Đức Chúa Trời, 24 và họ nhờ ân điển Ngài mà được xưng công bình nhưng không, bởi sự chuộc tội đã làm trọn trong Đức Chúa Christ Jesus, 25 là Đấng Đức Chúa Trời đã lập làm của lễ chuộc tội, bởi đức tin trong huyết Đấng ấy. Ngài đã bày tỏ sự công bình mình như vậy, vì đã bỏ qua các tội phạm trước kia, 26 trong buổi Ngài nhịn nhục; tức là Ngài đã tỏ sự công bình Ngài trong thời hiện tại, tỏ ra mình là công bình và xưng công bình kẻ nào tin đến Đức Chúa Jesus." (Rô-ma 3:23-26)
"9 Vậy nếu miệng ngươi xưng Đức Chúa Jesus ra và lòng ngươi tin rằng Đức Chúa Trời đã khiến Ngài từ kẻ chết sống lại, thì ngươi sẽ được cứu; 10 vì tin bởi trong lòng mà được sự công bình, còn bởi miệng làm chứng mà được sự cứu rỗi. 11 Vả, Thánh kinh nói rằng: Kẻ nào tin Ngài sẽ chẳng bị hổ thẹn. 12 Trong người Giu-đa và người Gờ-réc không có sự phân biệt gì hết, vì họ có chung một Chúa, giàu ơn đối với mọi kẻ kêu xin Ngài. 13 Vì ai kêu cầu danh Chúa thì sẽ được cứu." (Rô-ma 10:9-13)
"30 Đức Chúa Jesus đã làm trước mặt môn đồ Ngài nhiều phép lạ khác nữa, mà không chép trong sách nầy. 31 Nhưng các việc nầy đã chép, để cho các ngươi tin rằng Đức Chúa Jesus là Đấng Christ, tức là Con Đức Chúa Trời, và để khi các ngươi tin, thì nhờ danh Ngài mà được sự sống." (Giăng 20:30-31)
Chúa Jesus vâng phục ý chỉ của Chúa Cha vì tội lỗi của loài người mà chết trên thập tự giá, trở thành tế lễ chuộc tội, lấy công bình thay cho kẻ không công bình, khiến cho những ai tin theo Ngài, vì huyết báu của Ngài, mà được xưng là công bình. Theo Thánh kinh mà nói, Đấng Christ sống lại từ cõi chết vào ngày thứ ba, phá diệt ma quỉ - kẻ cầm quyền sự chết, ngự lên trên cao, dẫn theo những phu tù, từ nay về sau, con người sẽ ngồi bên hữu quyền phép Đức Chúa Trời, là Đấng Trung bảo duy nhất giữa Đức Chúa Trời và con người, cũng chỉ nhờ cậy Ngài, tín đồ có thể tiến đến trước mặt Chúa Cha.
Adam - thuỷ tổ của loài người, được tạo dựng theo hình tượng và dạng thức của Đức Chúa Trời, nhưng bởi vì phạm tội truỵ lạc mà chuốc lấy phán xét, hơn nữa tội lỗi và sự chết đã đến với bản thân ông và tất cả hậu duệ của ông, do đó toàn nhân loại cần ơn cứu rỗi, vì bản thân không thể thoát li sự trừng phạt và cai quản của tội lỗi. Đức Chúa Trời vì lòng thương xót và tình yêu thương của Ngài, vì sự đoạ lạc của loài người nên đã chuẩn bị sẵn Cứu Chúa Jesus Christ, nhờ sự cứu chuộc mà Ngài đã hoàn thành, khiến những ai tin cậy Jesus Christ, sẽ được xưng công chính, được sự sống đời đời.
Chúa Jesus đã quên mình chịu chết làm của tế chuộc tội không chỉ hoàn tất sự công bình của Đức Chúa Trời, lại còn thể hiện lòng thương xót và tình yêu thương của Đức Chúa Trời đối với thế nhân, là biểu hiện cực độ về việc Chúa yêu thế nhân! Jesus Christ đến vì tội lỗi của chúng ta mà chịu khổ chịu chết, vì kêu gọi chúng ta xưng công chính mà phục sinh, tình yêu của Đức Chúa Trời bộc lộ sự vĩ đại hoàn mỹ vô song trên thập tự giá vinh diệu.

## Nội dung cơ bản
Trong "Tân ước", từ "Christ" thường sử dụng nối liền với danh từ "Jesus", có lúc gọi là "Jesus Christ", cũng có lúc gọi là "Christ Jesus". Lối xưng hô này hoàn toàn không có ý nghĩa phổ thông rằng Jesus là tên, Christ là họ, mà có nghĩa  "Jesus là Christ", Christ là Thánh hàm của Jesus. Danh từ "Jesus" diễn biến từ chữ Hebrew "Joshua" (יְהוֹשֻׁעַ) mà ra, có nghĩa là "Jehovah cứu vớt". Căn cứ vào truyền thống thần học Cơ Đốc giáo, danh từ "Jesus" nhấn mạnh thêm rằng, Jesus là một nhân vật lịch sử, làm hiển dương nhân tính chứa đựng trên thân Ngài, trong khi xưng vị "Christ" đã nhấn mạnh bản tính Chúa Cứu thế của Ngài, đồng thời có sắc thái tôn giáo hơn, chủ yếu biểu đạt Ngài là đối tượng tín ngưỡng của mọi người, làm vinh hiển thần tính trên thân Ngài. Khi Tân ước nói đến hành vi Chúa Jesus coi là Đức Chúa Trời, thường hay xưng hô Ngài là "Christ Jesus", ví dụ trong "sách Ê-phê-sô" 2:6 nói: "Ngài làm cho chúng ta đồng sống lại và đồng ngồi trong các nơi trên trời trong Đức Chúa Christ Jesus"; nhưng khi nói đến hành vi Chúa Jesus coi là người, thường hay xưng hô Ngài là "Jesus Christ", trong "Công vụ các Sứ đồ" 3:6 Phi-e-rơ nói rằng: "Ta chẳng có vàng bạc chi hết, song điều ta có thì ta cho ngươi: Nhân danh Đức Chúa Jesus Christ ở Na-xa-rét, hãy bước đi!", và trong "sách Rô-ma" 5:17 sứ đồ Phao-lô nói rằng: "Họ sẽ nhờ một mình Đức Chúa Jesus Christ mà cai trị trong sự sống là dường nào!", đều nhấn mạnh vị cách Jesus là người. Do đó có thể nói rằng, Jesus là danh xưng trên mặt đất của Đấng Christ, trong khi Christ là bản tính thần thánh có sẵn trong Chúa Jesus.
Thời điểm Chúa Jesus lấy tư cách Christ để truyền đạo, Palestine (en) đặt dưới sự chiếm đóng và thống trị của Đế quốc La Mã. Người Do Thái lúc bấy giờ khẩn thiết kì vọng sự xuất hiện của Messiah, nhằm trông mong rằng dưới sự lãnh đạo của Đấng Messiah họ xua đuổi người La Mã ra khỏi Israel, từ đó giành lấy giải phóng và tự do. Đây cũng là một nguyên nhân Chúa Jesus không muốn tuyên bố công khai bản tính Messiah của mình. Ngài hoàn toàn không phải là Đấng Messiah mà người Do Thái (đặc biệt là đảng Xê-lốt (en), đảng phái cuồng nhiệt Do Thái giáo được đề cập trong "Tân ước") cho rằng vị đó có thể thông qua bạo lực cách mạng để mang đến giải phóng chính trị cho họ. Một điểm khó lí giải nhất của người Do Thái chính là, Đấng Christ này phải là Thượng đế. Theo "Tin lành Giăng" 20:24-29 ghi chép, sứ đồ Thô-ma sau khi nhìn thấy vết thương trên thân Chúa Jesus phục sinh, thưa rằng: "Lạy Chúa tôi và Đức Chúa Trời tôi!", còn sứ đồ Phao-lô nói trong "sách Rô-ma" 9:5 rằng: "là dân sanh hạ bởi các tổ phụ, và theo phần xác, bởi dân ấy sanh ra Đấng Christ, là Đấng trên hết mọi sự, tức là Đức Chúa Trời đáng ngợi khen đời đời. A-men". Đối với người Do Thái mà nói, Đấng Messiah là quân vương trên mặt đất, dẫn dắt họ bước vào quốc gia của Messiah trong lịch sử hiện thực, nhưng sẽ không bao giờ là bản thân Đức Chúa Trời độc nhất mà họ tín ngưỡng. Vì vậy, "Đấng Christ là Đạo trở nên xác thịt, là Thượng đế thành nhân", không còn nghi ngờ đấy là một quan điểm xúc phạm Đức Chúa Trời đối với người Do Thái. Từ đó nhìn ra, khái niệm Christ trong Cơ Đốc giáo chính xác đã bao gồm các hàm nghĩa như giải phóng, cứu vớt và xoa dầu cho quân vương trong khái niệm Messiah của Do Thái giáo, nhưng giữa hai cái này hoàn toàn không thể vẽ dấu bằng. Sự khác biệt căn bản của nó nằm ở, trong tín ngưỡng Cơ Đốc giáo, Đấng Christ chính là bản thân Thượng đế. "Một người làm thế nào để thành Đức Chúa Trời?" Câu hỏi này đối với tín đồ Do Thái giáo mà nói là không thể lí giải được. Song, đối với Cơ Đốc giáo mà nói, bản thân câu hỏi đó đã sai lầm, bởi vì trong tín ngưỡng Cơ Đốc giáo, không phải là vấn đề "người thành Đức Chúa Trời", mà là vấn đề "Đức Chúa Trời thành nhân". Christ (Messiah) không phải là một nhân vật dẫn dắt nhân loại bước vào Thượng đế quốc, giành lấy giải phóng và tự do, từ đó để bản thân lên đàn thờ Đức Chúa Trời, tự mình phong Chúa, mà là một nhân vật do bản thân Thượng đế đi vào lịch sử, đem quốc gia Messiah cuối cùng mang vào trong lịch sử. Nói cách khác, không phải là xác thịt thành Đạo, mà là Đạo thành xác thịt.
Từ sự so sánh khái niệm "Christ" của Cơ Đốc giáo và khái niệm "Messiah" của Do Thái giáo ta có thể thấy rằng, "Đấng Christ" vừa là Messiah thành nhân trong lịch sử, vừa là bản thân Thượng đế. Do đó, vị cách của Đấng Christ là sự hợp nhất thần tính và nhân tính. Thuyết nhị tính Cơ Đốc (en) có trình bày trực tiếp nhất trong "sách Phi-líp" 2:5-11 rằng: "5 Hãy có đồng một tâm tình như Đấng Christ đã có, 6 Ngài vốn có hình Đức Chúa Trời, song chẳng coi sự bình đẳng mình với Đức Chúa Trời là sự nên nắm giữ; 7 chính Ngài đã tự bỏ mình đi, lấy hình tôi tớ và trở nên giống như loài người; 8 Ngài đã hiện ra như một người, tự hạ mình xuống, vâng phục cho đến chết, thậm chí chết trên cây thập tự. 9 Cũng vì đó nên Đức Chúa Trời đã đem Ngài lên rất cao, và ban cho Ngài danh trên hết mọi danh, 10 hầu cho nghe đến danh Đức Chúa Jesus, mọi đầu gối trên trời, dưới đất, bên dưới đất, thảy đều quì xuống, 11 và mọi lưỡi thảy đều xưng Jesus Christ là Chúa, mà tôn vinh Đức Chúa Trời, là Đức Chúa Cha". Đoạn kinh văn này đã trình bày nhị tính thần và nhân đồng thời tồn tại trên thân Chúa Jesus. Đấng Christ Chúa Con vốn dĩ có thần tính đồng đẳng với Chúa Cha, nhưng vì mục đích phải hoàn thành sứ mệnh cứu chuộc Messiah do Chúa Cha giao cho Ngài, cho nên lấy hình thức xác thịt của loài người đi vào lịch sử. Thuật ngữ "hư kỉ" (kenosis, en) nghĩa là làm trống rỗng thần tính trên thân thể của bản thân, dấu hiệu của nó chính là chết trên thập tự giá. Phục sinh từ trong cái chết là hồi phục thần tính trên thân Đấng Christ. Sự hợp nhất nhị tính thần và nhân trong vị cách Đấng Christ từ đó mà thấy rõ.

## Ý nghĩa và ảnh hưởng
Đối với mối quan hệ nhị tính thần và nhân trong vị cách Đấng Christ, có ba khuynh hướng trong lịch sử tư tưởng Cơ Đốc giáo:
1. Nhấn mạnh thần tính của Đấng Christ, cho rằng nhân tính là hình thức biểu hiện thần tính của Đấng Christ.
2. Nhấn mạnh nhân tính của Đấng Christ, nhưng cho rằng thần tính của Ngài chỉ là sự vâng phục Đức Chúa Trời vượt trội hơn tầm thường.
3. Cho rằng Đấng Christ vừa có thần tính toàn vẹn vừa có nhân tính toàn vẹn, đây là quan điểm chính thống chủ lưu (xem kết quả ảnh hưởng của Giáo hội nghị Chalcedon).

Sự hợp nhất thần tính và nhân tính trên thân thể của vị cách Đấng Christ là một quan hệ trừu tượng, nhưng được thực hiện thông qua hành vi lịch sử cụ thể của Đấng Christ. Theo ghi chép của Tân ước và truyền thống tín ngưỡng Cơ Đốc giáo, Đấng Christ thông các giai đoạn thăng cao như Đạo thành xác thịt, chết một cách khuất phục và hèn mọn trên thập tự giá, phục sinh, phục lâm trong tương lai để thực thi hành vi của bản thân, trong quá trình lịch sử này, họ đã đảm nhiệm chức phận tiên tri, quân vương và tư tế, đồng thời dựng lên ba công dụng: khải thị, thống trị và hoà thuận. Cụ thể mà nói, Đấng Christ là tiên tri, đã khải thị Thượng đế và sự đến gần nước Thượng đế; Đấng Christ là quân vương, đã quản lí thống trị thế giới; Đấng Christ là tư tế, chuộc tội thay người, phá vỡ sự cách tuyệt giữa Chúa và người do tội lỗi gây ra, thực hiện hoà giải song phương. Ba chức phận và ba công dụng của vị cách Đấng Christ, chính là hành vi cụ thể do Cứu Chúa Messiah dẫn dắt loài người thực hiện giải phóng trong lịch sử hiện thực.
Từ nội hàm và ngoại diên của khái niệm Đấng Christ (bao gồm sử dụng khái niệm Đấng Christ trong Thánh kinh, so sánh giống và khác nhau giữa khái niệm Đấng Christ của Cơ Đốc giáo và khái niệm Messiah của Do Thái giáo, khái quát vị cách đặc thù trong sự hợp nhất nhị tính thần và nhân của Đấng Christ và hành vi cụ thể của Đấng Christ) ta có thể thấy rằng, Đấng Christ là lối xưng hô của Thượng đế đối với Đạo trở nên xác thịt, của Chúa Con trong Ba Ngôi Đức Chúa Trời trong Cơ Đốc giáo, có song trùng thuộc tính là thần tính và nhân tính, bao gồm các nhân tố có khả năng làm nổi bật tín ngưỡng Cơ Đốc giáo và đặc sắc thần học nhất như thuyết Ba Ngôi và thuyết Nhị Tính. Đây đúng là nguyên nhân tại sao đem tôn giáo tín ngưỡng Jesus Christ gọi là "Cơ Đốc giáo" hoặc "tôn giáo Cơ Đốc".

## Tuyển tập danh ngôn về Đấng Christ
1. 3 Phước cho những kẻ có lòng khó khăn, vì nước thiên đàng là của những kẻ ấy! 4 Phước cho những kẻ than khóc, vì sẽ được yên ủi!  5 Phước cho những kẻ nhu mì, vì sẽ hưởng được đất!  6 Phước cho những kẻ đói khát sự công bình, vì sẽ được no đủ!  7 Phước cho những kẻ hay thương xót, vì sẽ được thương xót!  8 Phước cho những kẻ có lòng trong sạch, vì sẽ thấy Đức Chúa Trời!  9 Phước cho những kẻ làm cho người hòa thuận, vì sẽ được gọi là con Đức Chúa Trời!  10 Phước cho những kẻ chịu bắt bớ vì sự công bình, vì nước thiên đàng là của những kẻ ấy! (Tin lành Ma-thi-ơ 5:3-10)
2. 43 Các ngươi có nghe lời phán rằng: Hãy yêu người lân cận, và hãy ghét kẻ thù nghịch mình. 44 Song ta nói cùng các ngươi rằng: Hãy yêu kẻ thù nghịch, và cầu nguyện cho kẻ bắt bớ các ngươi, 45 hầu cho các ngươi được làm con của Cha các ngươi ở trên trời; bởi vì Ngài khiến mặt trời mọc lên soi kẻ dữ cùng kẻ lành, làm mưa cho kẻ công bình cùng kẻ độc ác. (Tin lành Ma-thi-ơ 5:43-45)
3. 2 Bởi điều nầy, hãy nhận biết Thánh Linh của Đức Chúa Trời: phàm thần nào xưng Đức Chúa Jesus Christ lấy xác thịt mà ra đời, thần đó là bởi Đức Chúa Trời; 3 còn thần nào không xưng Đức Chúa Jesus, chẳng phải bởi Đức Chúa Trời. Đó là thần của Kẻ địch lại Đấng Christ, mà các con đã nghe rằng hầu đến, và hiện nay đã ở trong thế gian rồi. (I Giăng 4:2-3)
4. 9 Còn nếu chúng ta xưng tội mình, thì Ngài là thành tín công bình để tha tội cho chúng ta, và làm cho chúng ta sạch mọi điều gian ác. (I Giăng 1:9)
5. 31 Hai người trả lời rằng: Hãy tin Đức Chúa Jesus, thì ngươi và cả nhà đều sẽ được cứu rỗi. (Công vụ các Sứ đồ 16:31)
6. 12 Chẳng có sự cứu rỗi trong đấng nào khác; vì ở dưới trời, chẳng có danh nào khác ban cho loài người, để chúng ta phải nhờ đó mà được cứu. (Công vụ các Sứ đồ 4:12)
7. 8 Vả, ấy là nhờ ân điển, bởi đức tin, mà anh em được cứu, điều đó không phải đến từ anh em, bèn là sự ban cho của Đức Chúa Trời. 9 Ấy chẳng phải bởi việc làm đâu, hầu cho không ai khoe mình. (Ê-phê-sô 2:8-9)
8. 9 Sự sáng nầy là sự sáng thật, khi đến thế gian soi sáng mọi người. 10 Đạo ở thế gian, và thế gian đã làm nên bởi Ngài; nhưng thế gian chẳng từng nhìn biết Ngài. 11 Ngài đã đến trong xứ mình, song dân mình chẳng hề nhận lấy. 12 Nhưng hễ ai đã nhận Ngài, thì Ngài ban cho quyền phép trở nên con cái Đức Chúa Trời, là ban cho những kẻ tin danh Ngài. (Tin lành Giăng 1:9-12)
9. 6 Chớ lo phiền chi hết, nhưng trong mọi sự hãy dùng lời cầu nguyện, nài xin, và sự tạ ơn mà trình các sự cầu xin của mình cho Đức Chúa Trời. 7 Sự bình an của Đức Chúa Trời vượt quá mọi sự hiểu biết, sẽ giữ gìn lòng và ý tưởng anh em trong Đức Chúa Christ Jesus. (Phi-líp 4:6-7)
10. 4 Tình yêu thương hay nhịn nhục; tình yêu thương hay nhân từ; tình yêu thương chẳng ghen tị, chẳng khoe mình, chẳng lên mình kiêu ngạo, 5 chẳng làm điều trái phép, chẳng kiếm tư lợi, chẳng nóng giận, chẳng nghi ngờ sự dữ, 6 chẳng vui về điều không công bình, nhưng vui trong lẽ thật. 7 Tình yêu thương hay dung thứ mọi sự, tin mọi sự, trông cậy mọi sự, nín chịu mọi sự. 8 Tình yêu thương chẳng hề hư mất bao giờ. Các lời tiên tri sẽ hết, sự ban cho nói tiếng lạ sẽ thôi, sự thông biết hầu bị bỏ. (I Cô-rinh-tô 13:4-8)
11. 9 Những thợ chạm tượng đều là hư vô, việc họ rất ưa thích chẳng có ích gì. Những kẻ làm chứng của họ không thấy và không biết, để họ mang xấu hổ. 10 Ai là kẻ tạo một vì thần, đúc một tượng, mà không có ích chi? 11 Nầy, mọi kẻ làm bạn về việc đó sẽ bị nhục, những thợ đó chẳng qua là loài người! Họ hãy nhóm lại hết thảy và đứng lên! Chắc sẽ cùng nhau bị kinh hãi và xấu hổ. (Ê-sai 44:9-11)
12. 13 Nguyện xin ơn của Đức Chúa Jesus Christ, sự yêu thương của Đức Chúa Trời, và sự giao thông của Đức Thánh Linh ở với anh em hết thảy! (II Cô-rinh-tô 13:13)
13. 20 Nguyện xin sự vinh hiển về nơi Đức Chúa Trời, là Cha chúng ta, đời đời vô cùng! A-men. (Phi-líp 4:20)